# Estadio Ricardo Bochini (Tucumán)
El Estadio Ricardo Enrique Bochini es un estadio de fútbol de Famaillá, Tucumán, Argentina. Es propiedad del Club Atlético Famaillá y se encuentra sobre la calle Sarmiento de la localidad mencionada.

## Historia
El Club Social y Deportivo Atlético Famaillá fue fundado el 8 de junio de 1908 por un grupo de jóvenes encabezados por Carlos Albarracín, quien sería el primer presidente de la institución. Es el tercer club más antiguo de la provincia y el primer club fundado fuera de San Miguel de Tucumán. Originalmente disputaban sus partidos en terrenos del Ingenio Nueva Baviera, con equipos formados por trabajadores del ingenio ya mencionado y el ingenio La Fronterita.
Con el paso del tiempo el club adquirió su actual estadio, que fue renombrado como Ricardo Bochini en 2005 por iniciativa de los políticos José y Enrique Orellana. En 2008 se jugó un partido benéfico en el estadio, en medio de la Cumbre de Jefes de Estado del Mercosur organizada en Tucumán. Lo disputaron un conjunto representativo de Argentina, que contaba con Bochini, Ubaldo Fillol, Ariel Ortega, Alfredo Graciani y el músico Peteco Carabajal; mientras los bolivianos tenían como principales figuras al presidente Evo Morales y al exfutbolista Luis Cristaldo. En este estadio, Atlético Famaillá consiguió el ascenso al Argentino B en 2014, al ganar su ascenso en el Torneo del Interior de ese mismo año.